# Буда-Кречунешть
Буда-Кречунешть, Буда-Кречунешті (рум. Buda Crăciunești) — село у повіті Бузеу в Румунії. Входить до складу комуни Числеу.
Село розташоване на відстані 85 км на північ від Бухареста, 34 км на захід від Бузеу, 131 км на захід від Галаца, 80 км на південний схід від Брашова.

## Населення
За даними перепису населення 2002 року у селі проживали 920 осіб, усі — румуни. Усі жителі села рідною мовою назвали румунську.